# آلخسیراس، اویلا
الگسیراز، اویلا (به اسپانیایی: Algeciras, Huila) یک سکونتگاه مسکونی در کلمبیا است که در بخش اویلا واقع شده‌است.